# Willi Halder

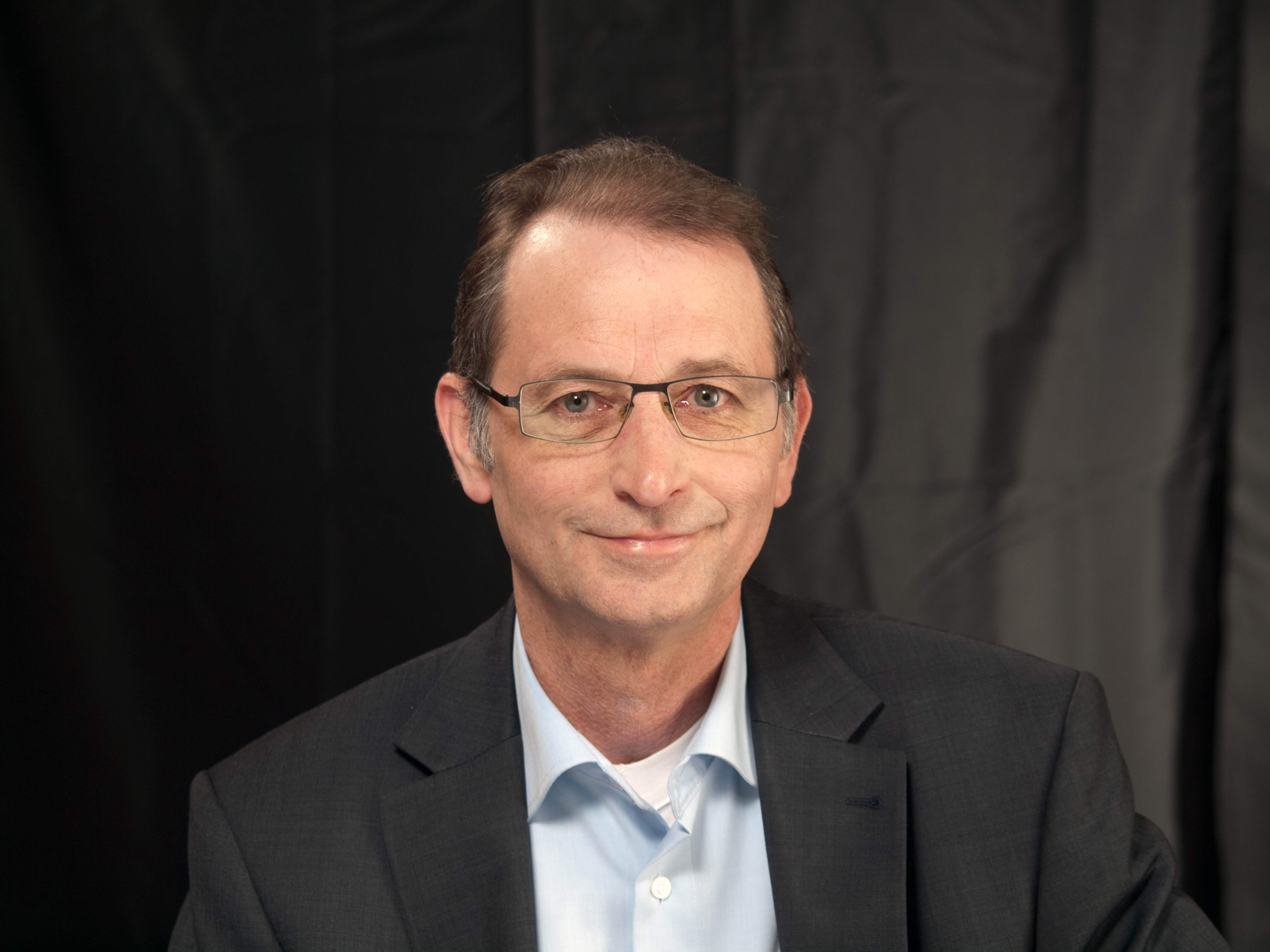
Willi Halder

Wilhelm „Willi“ Halder (* 13. Juli 1958 in Leutkirch im Allgäu) ist ein deutscher Politiker. Er war von 2011 bis 2021 Abgeordneter im Landtag von Baden-Württemberg für Bündnis 90/Die Grünen.

## Ausbildung und Beruf
Willi Halder besuchte die Grund- und Hauptschule in Leutkirch und die Handelsfachschule in
Isny. Ab 1975 absolvierte er eine Ausbildung zum Verlagskaufmann in Stuttgart. Er arbeitete anschließend bei der Buchhandlung Wittwer und bei der Klett Verlagsauslieferung. 1982 machte er sich mit einer eigenen Buchhandlung selbständig, zunächst in Fellbach („Bücherwagen“) und dann in Winnenden.

## Politische Tätigkeit
Willi Halder gehört seit 1992 als Mitglied der Alternativen und Grünen Liste (ALI) Winnenden, einer freien Wählergemeinschaft, dem Gemeinderat von Winnenden an, in dem er bis 2011 Fraktionsvorsitzender war. Seit 1994 ist er auch Mitglied des Kreistages des Rems-Murr-Kreises und wurde auch hier Fraktionsvorsitzender von Bündnis 90/Die Grünen. Bei der Landtagswahl 2011 zog er über ein Zweitmandat erstmals in den Landtag ein. Bei der Landtagswahl 2016 erhielt er im Wahlkreis Waiblingen mit 27,8 % der Stimmen das Erstmandat. Dabei verbesserte sich das Ergebnis von 2011 (23,5 %). Bei der Landtagswahl in Baden-Württemberg 2021 kandidierte er nicht erneut.

## Sonstige Mitgliedschaften und Ämter
Willi Halder ist u. a. Jugendschöffe bei der Jugendkammer am Landgericht Stuttgart, Beirat für Wirtschaftsförderung im Rems-Murr-Kreis und Mitglied des Verwaltungsrats der Kreissparkasse Waiblingen. Zudem gehört er zum Gutachterausschuss der Stadt Winnenden und ist Mitglied der Deutsch-Albanischen Gesellschaft.

## Familie und Privates
Willi Halder lebt in Winnenden; er hat eine Tochter. Er war beim 71. Fellbacher Herbst 2018 Ehrengast.